# Alapadna pauropis
Alapadna pauropis là một loài bướm đêm trong họ Noctuidae.